# Mánya (Szlovákia)
Mánya (szlovákul: Maňa) község Szlovákiában, a Nyitrai kerületben, az Érsekújvári járásban. Kis- és Nagymánya közös közigazgatási egysége, e két település egyesítésével jött létre.

## Fekvése
Érsekújvártól 20 km-re északkeletre, a Zsitva partján fekszik.

## Élővilága
Mányán egy gólyafészket tartanak nyilván. 2013-ban 4, 2014-ben 3, 2015-ben 4, 2016-ban 1, 2018-ban 2, 2020-ban 3, 2021-ben 2, 2022-ben 3, 2023-ban és 2024-ben is 4 fiókát számoltak össze.

## Története
A Zsitva völgyében már a kőkorszak óta élnek emberek. Megtalálták itt a bronzkor és a hallstatti kultúra emlékeit is. Itt tárták fel Közép-Európa egyik legnagyobb kelta temetőjét, melyet az i. e. 3. századtól az 1. századig használtak. A kelták mellett markomannok, kvádok, szkíták éltek ezen a vidéken, amíg a 6. században megjelentek a szlávok.
Bártfai Szabó László szerint 1237-ben említik először. A falut 1259-ben is említik, amikor IV. Béla király Nagymányát Tamás comesnak adja. Kismánya 1279-ben "Mana", 1376-ban "Kysmana" alakban szerepel. A század végétől Csák Máté birtoka lett. 1386-tól a gazdag Forgách család birtokolta a települést, amely túlélte az 1599-től 1663-ig tartó török uralmat is.
1712-től a település a Koller család birtoka. Ez a család építtette fel a templomot, majd 1748-ban az első iskolát is.
Vályi András szerint "Nagy Mánya. Elegyes falu Bars Várm. földes Ura G. Koller Uraság, lakosai katolikusok, fekszik Verebélyhez 1 1/2 mértföldnyire, fája mind a’ két féle van, szőlö hegye termékeny, borai jók, legeljőe elég, földgye, réttye síkon fekszik, Zsitva vizén van malma, melly a’ határján keresztűl foly, keresetre könnyű módgya Komáromban, és a’ Dunán van." 
"Kis Mánya. Magyar falu Nyitra Várm. földes Urai több Urak, lakosai katolikusok, fekszik Szent Mihályhoz közel, mellynek filiája, határja középszerű." 
Fényes Elek szerint "Mánya (Nagy), tót falu, Bars vármegyében, a Zsitva mellett: 791 kath. lak. Kath. paroch. templom. Földe jó buzát terem. Szőlője, erdeje s nagy juhtenyésztése van."
"Mánya (Kis), magyar falu, Nyitra vmegyében, a Zsitva vize mellett: 275 kath., 152 ref., 45 zsidó lak. Határa jó termékeny; rétjei elegendők, van nádas kaszállója is. Van itt reform. anyaszentegyház. F. u. többen. Ut. p. Verebély."
A trianoni békeszerződésig Nagymánya Bars vármegye Verebélyi járásához, Kismánya Nyitra vármegye Érsekújvári járásához tartozott, majd Csehszlovákia része lett. 1938 és 1945 között mindkét település ismét Magyarországhoz tartozott.
A mai település Kis- és Nagymánya 1962. évi egyesítésével jött létre.

## Népessége
| Év:            | 1994. | 2004.   | 2014.   | 2024.   |
| -------------- | ----- | ------- | ------- | ------- |
| Emberek száma: | 2139  | 2072    | 2078    | 1947    |
| Eltérés:       |       | -3,13 % | +0,28 % | -6,30 % |

| Év:            | 2023. | 2024.   |
| -------------- | ----- | ------- |
| Emberek száma: | 1958  | 1947    |
| Eltérés:       |       | -0,56 % |

1880-ban Nagymánya 1015 lakosából 917 szlovák, 62 magyar, 20 német és 16 ismeretlen anyanyelvű; közülük 990 római katolikus, 19 izraelita, 4 evangélikus és 2 egyéb vallású. Kismánya 672 lakosából 504 magyar, 103 szlovák, 34 német és 31 ismeretlen anyanyelvű volt; 350 római katolikus, 269 református és 53 zsidó élt a faluban.
1890-ben Nagymánya 1028 lakosából 967 szlovák, 43 magyar, 16 német és 2 egyéb nemzetiségű; 1002 római katolikus, 22 izraelita és 4 evangélikus lakta a falut. Kismánya 773 lakosából 661 magyar, 81 szlovák, 3 német és 28 ismeretlen anyanyelvű; közülük 442 római katolikus, 282 református, 48 izraelita és 1 evangélikus felekezetű.
1900-ban Nagymánya 1131 lakosából 1011 szlovák, 101 magyar, 16 német, 3 egyéb nemzetiségű volt; 1111 római katolikus, 17 izraelita, 2 evangélikus és 1 református lakta a falut. Kismánya 615 lakosából 524 magyar, 87 szlovák, 4 német nemzetiségű volt; ebből 349 római katolikus, 238 református, 22 izraelita és 6 evangélikus felekezetű.
1910-ben Nagymánya 1304 lakosából 1206 szlovák, 84 magyar, 13 német és 1 ismeretlen nemzetiségű; közülük 1260 római katolikus, 35 izraelita és 9 református. Kismánya 742 lakosából 568 magyar, 167 szlovák és 7 német; felekezeti megoszlás szerint pedig 461 római katolikus 251 református, 27 izraelita, 1-1 görögkatolikus, ortodox és evangélikus lakta a falut.
1921-ben Nagymányán 1326 lakosból 1295 csehszlovák és 12 magyar, Kismányán 768 lakosból 425 magyar és 317 csehszlovák volt.
1930-ban Nagymányán 1514 lakosból 1496 csehszlovák és 13 magyar, Kismányán 769 lakosból 437 magyar és 299 csehszlovák volt.
1941-ben Nagymányán 1698 lakosból 1614 szlovák és 75 magyar, Kismányán 745 lakosból 579 magyar és 148 szlovák volt.
1945 után Kismánya magyar lakosságának 60%-át deportálták, helyükre szlovákok érkeztek.
1991-ben 2202 lakosából 2142 szlovák és 26 magyar volt.
2001-ben 2108 lakosából 2075 szlovák és 17 magyar volt.
2011-ben 2112 lakosából 1992 szlovák, 20 cigány, 5 cseh és 3 magyar volt.
2021-ben 2004 lakosából 1917 (+8), szlovák, 9 (+1) magyar, 8 (+5) cigány, (+1) ruszin, 19 (+10) egyéb és 51 ismeretlen nemzetiségű volt.

## Neves személyek
- Itt született 1835. november 14-én Dömötör László jogász, ügyvéd, méhészeti szakíró.
- Ide temették 1837-ben Malonyay János császári királyi kamarást, királyi ajtónállót és alkancellárt, Nyitra vármegye főispánját.
- Nagymányán szolgált káplánként Farkas Antal katolikus pap.
- Itt szolgált káplánként Jancsó András katolikus pap.
- Itt szolgált Magyar Imre mezőgazdász, tanár, földbirtokos.

## Nevezetességei

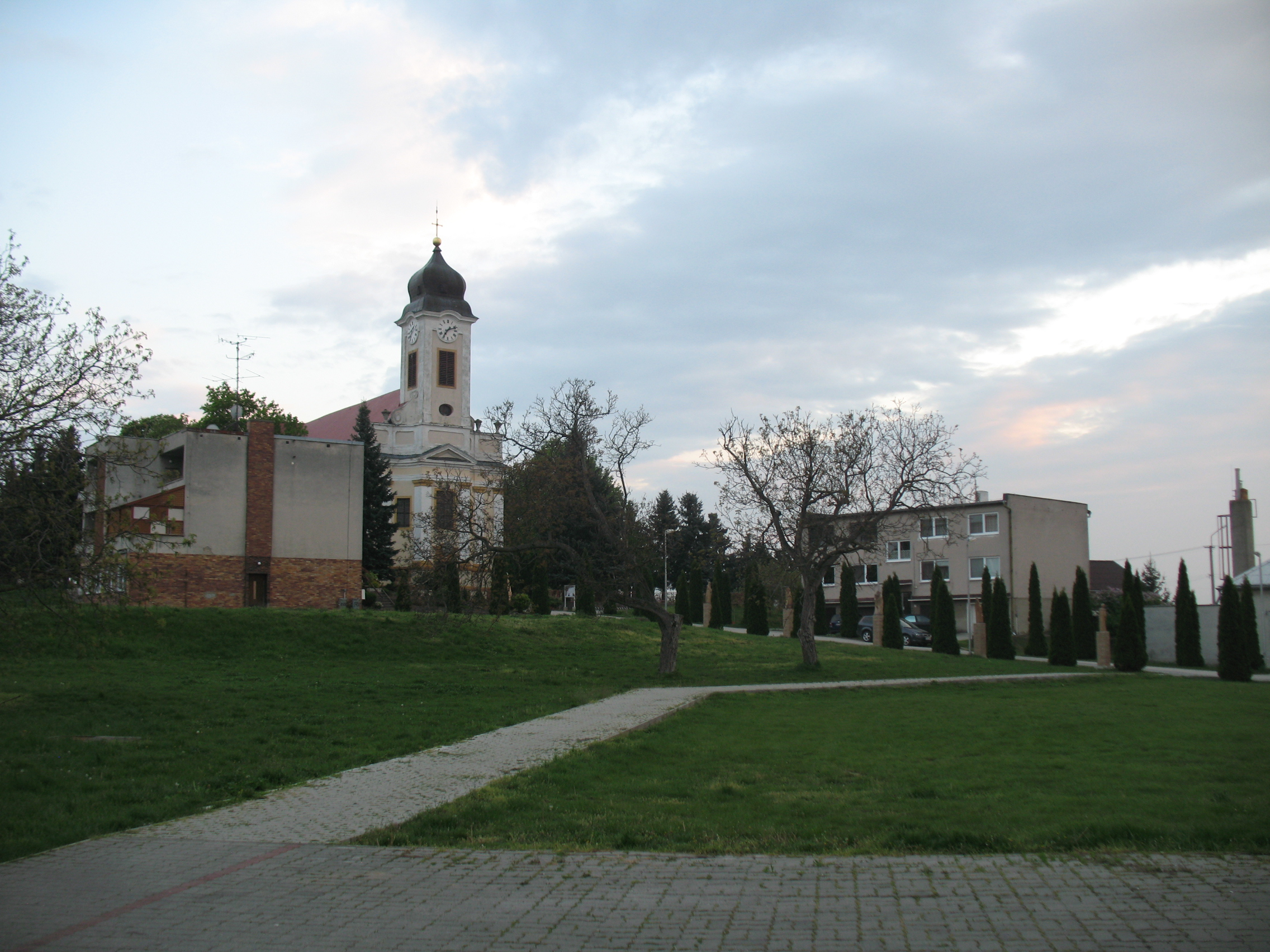
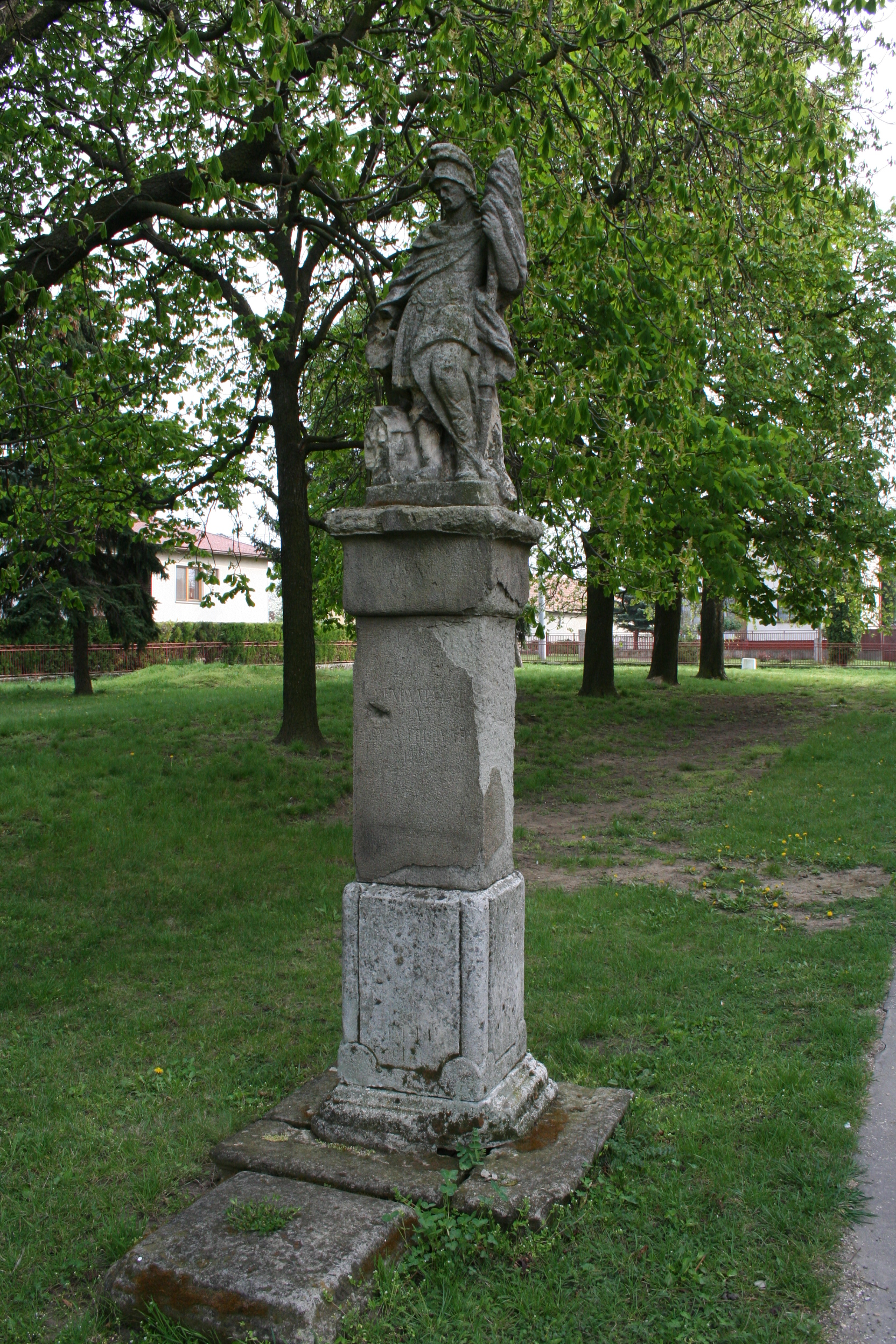
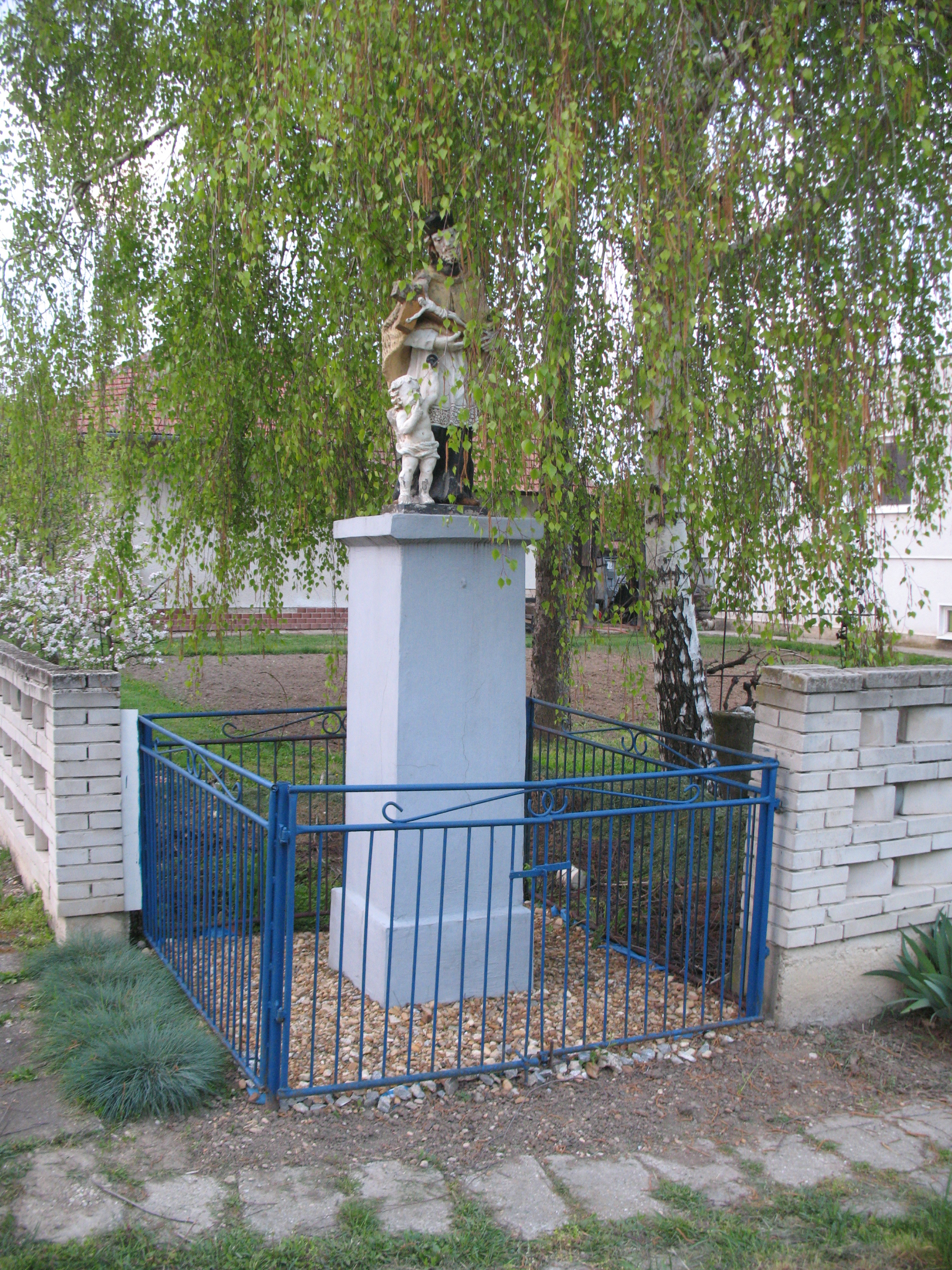
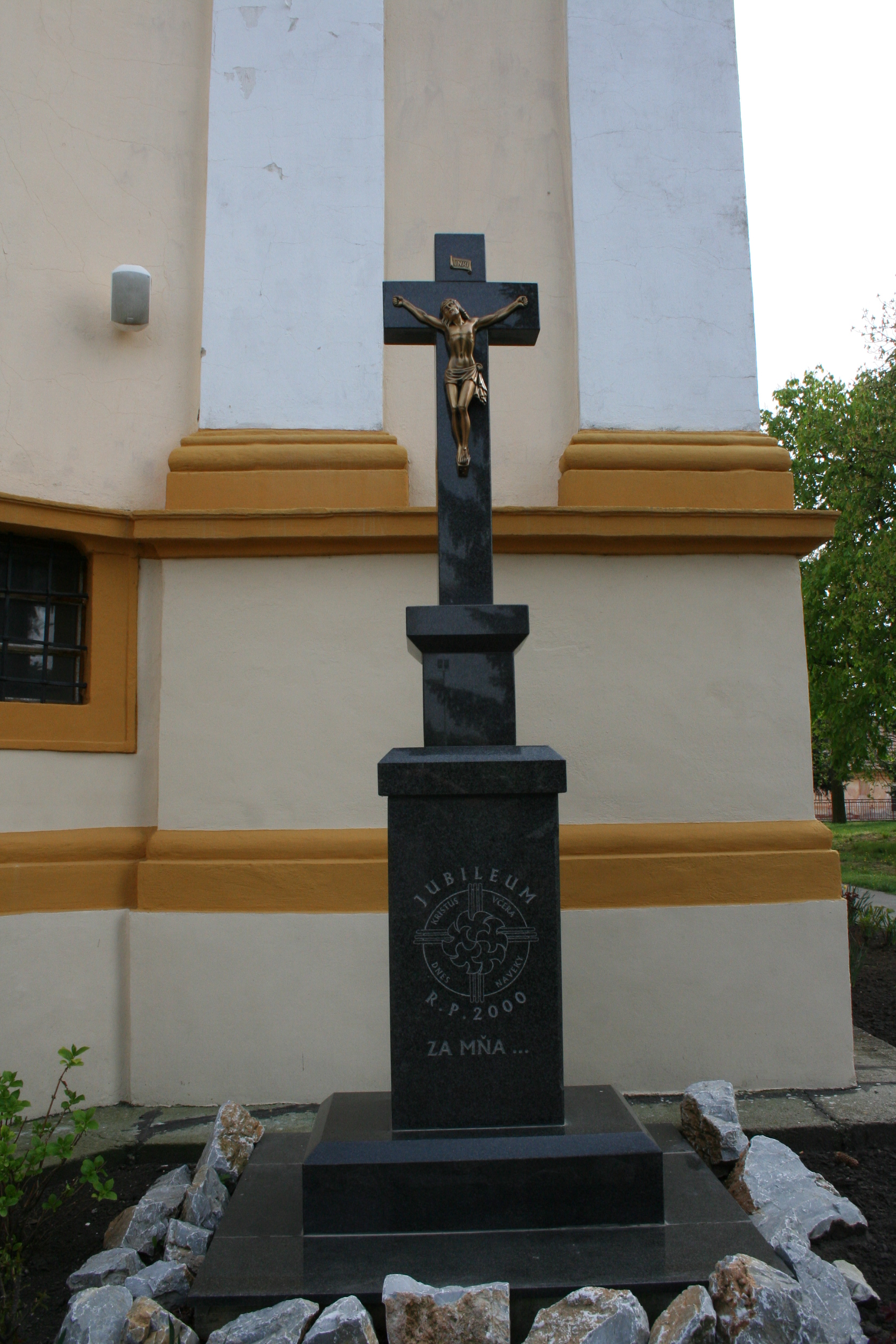

- A Hétfájdalmú Szűzanya tiszteletére szentelt római katolikus temploma 1743 és 1747 között épült. Mária képe, az "Indián Madonna" a 16. századból származik, de ennek ma csak egy másolata látható a templomban. Eredetijét misszionáriusok hozták haza Peruból.
- Kastélya a 18. század második felében épült későbarokk stílusban. A kastélyt szép park övezi.

## Külső hivatkozások
- Hivatalos oldal
- Mánya a Zsitvai régió oldalán
- Községinfó
- Mánya Szlovákia térképén
- Tourist-channel.sk
- E-obce.sk Archiválva 2008. december 2-i dátummal a Wayback Machine-ben